# Ministerul Dezvoltarii Regionale și Locuinței (România)
Ministerul Dezvoltării Regionale și Locuinței a fost un organ de specialitate al administrației publice centrale, în subordinea Guvernului României, înființat la data de 22 decembrie 2008, ca minister în cadrul Guvernului Emil Boc (1). Ministerul Dezvoltării Regionale și Locuinței a fost succesorul Ministerul Dezvoltarii, Lucrărilor Publice și Locuințelor și a fost înlocuit de Ministerul Dezvoltării Regionale și Turismului. 

## Miniștri
Între 22 decembrie 2008 - 23 decembrie 2009,  ministrul dezvoltării regionale și locuinței a fost domnul Vasile Blaga.